# Liste de personnalités liées à Arras

## Personnalités liées à Arras
(Classées par ordre alphabétique des noms de famille)

### Personnalités nées à Arras
- Adam de la Halle (1240-1287), trouvère de langue picarde, né à Arras.
- Jean d'Arras, écrivain de la fin du XIVe siècle, auteur de la première version écrite de la légende de Mélusine.
- Mathieu d’Arras, maître-maçon, constructeur de cathédrale.
- La comtesse Mahaut d'Artois.
- Jean Asset (1500-1555), 35e abbé de l'abbaye Saint-Sauveur d'Anchin.
- Benoît Assou-Ekotto footballeur international camerounais, né à Arras le 24 mars 1984.
- Jean Bodel (1165-1210), trouvère, auteur de chansons de geste en ancien français, a vécu à Arras.
- Louis Brassart-Mariage (1875-1933), architecte né à Arras.
- Jehan Bretel, poète lyrique, 'prince du Puy’ d’Arras, mort en 1272.
- Pascal Canfin (1974- ), homme politique, ancien ministre délégué au développement.
- Commios l’Atrébate, communément reconnu comme le premier personnage historique arrageois.
- Victor Coche (1806-1881), flûtiste et compositeur.
- Eugène Cuvelier (1837-1900), photographe.
- François-Joseph-Augustin Delegorgue (1757-1806), général de brigade de la Révolution et de l'Empire, mort au combat (nom gravé sous l'Arc de Triomphe).
- Charles Desavary (1837-1885), peintre, photographe, illustrateur et lithographe, né et mort à Arras.
- Bernard Desmaretz (1945-2006), poète et écrivain.
- Ferdinand Dubois de Fosseux, homme de lettres et personnage politique.
- Pauline Dubron (1852-1926), artiste peintre.
- Jean Douchet (1929- ), cinéaste, historien, critique de cinéma, écrivain et enseignant de cinéma
- Charles de l'Ecluse, dit Carolus Clusius (1526-1609), médecin et botaniste flamand.
- Lucien Gaudin (1886-1934), banquier et champion olympique d’escrime à Amsterdam en 1928.
- Franck Georgel, journaliste à M6, joker de Nathalie Renoux pour le 12:50.
- Denise Glaser (1920-1983), productrice et présentatrice de télévision
- Roch Godart (1761-1834), général de brigade de la Révolution et de l'Empire.
- Alexandre Gonsse de Rougeville (1761-1814), personnage de la Révolution française, né à Arras.
- Louis François Joseph de Gouves de Nuncques, homme politique né à Arras en 1783.
- Gabriel Hanot (Arras 1889-1968), footballeur international français, sélectionneur de l'Équipe de France de football, reconverti journaliste et rédacteur en chef de l'Équipe, initiateur de la Coupe des clubs champions européens et du Ballon d'or.
- Frédéric Hermel, journaliste sportif intervenant sur la Radio RMC ainsi que dans le journal l'Équipe, né à Arras le 3 février 1970.
- René Huyghe (Arras 1906-1997), écrivain, conservateur du musée du Louvre, académicien.
- Pierre Jean Jouve (1887-1976), écrivain, poète, romancier et critique français
- François-Joseph Lefebvre-Cayet (28 mai 1748 - Blaringhem † 8 mars 1811 - Arras), homme politique français des XVIIIe et XIXe siècles.
- Narcisse Lefebvre-Hermant (4 mars 1795 - Arras † 24 octobre 1860 - Saint-Omer (Pas-de-Calais)), homme politique français du XIXe siècle, fils du précédent.
- Joseph Le Bon (1765-1795), maire d’Arras et député, envoyé en mission de la Convention nationale
- Violette Leduc (1907-1972), écrivain, romancière française.
- Marietta Martin (1902-1944), écrivain et résistante.
- Hippolyte Maze, né à Arras le 5 novembre 1839 et mort à Paris le 25 octobre 1891, est enseignant, historien, député et sénateur sous la IIIe République.
- Yves Ménard (Arras 1955, Toulouse 2008), ingénieur au Centre National d'Études Spatiales, spécialiste en géophysique et océanographie spatiales.
- Stéphane Molliens (1974 - ), pongiste handisport.
- Joseph Pécro (1918-1945), caporal du Bataillon d'infanterie de marine et du Pacifique, Compagnon de la Libération[1], Mort pour la France le 10 avril 1945 dans le Massif de l'Authion
- Félix Planquette (Arras 1873 - Paris 1964), peintre impressionniste.
- Maximilien de Robespierre (1758-1794), célèbre révolutionnaire, né à Arras.
- Augustin Robespierre, frère du précédent, né à Arras le 21 janvier 1763.
- Charlotte de Robespierre, leur sœur, née à Arras le 5 février 1760.
- Jean Paul Adam Schramm (1789-1884), général français de la Révolution et de l’Empire.
- Suzanne Sourioux-Picard (1896-1972), femme de lettres, épouse du journaliste et écrivain Gaston Picard.
- Norman Thavaud(1987- ), humoriste et acteur.
- Eugène-François Vidocq (1775-1857), aventurier et détective, né à Arras dans une maison voisine de celle où Robespierre était né.
- Louise Weiss (1893-1983), journaliste et écrivain.

### Personnalités mortes à Arras
- Charles Letombe (1782-1835), architecte français.
- Casimir-Ney (1801-1877), altiste et compositeur.

### Autres personnalités liées à Arras
- Martin Asset, mort en 1537 à Arras, 72e abbé de l'abbaye Saint-Vaast d'Arras.

- Louis Blanc fut précepteur du fils d'un constructeur de machines, Alexis Hallette, entre 1832 et 1834 à Arras.
- Jean-François Bouchel Merenveüe (1734-1793), général de division de la Révolution française, mort à Arras.
- Roger Cazy (1898-1970), militant d'extrême droite actif à Arras dans les années 1930.
- Camille Corot (1796-1875) posséda un atelier à Arras.
- Yves Gory Fumé de Monbassieux, maquisard de Mazinghien dont le QG se tenait à Arras.
- Antoine Delamarre (1756-1824), député au conseil des 500. Il a résolu un mouvement causé à Arras par l'augmentation du prix du  pain, puis plus tard y favorisera d'autres méthodes de production agricoles. Il aimait rappeler à tous « rien n'est pire que ceux qui ne mangent pas à leur faim ».
- Crespel-Delisse (1780-1845), pionnier de l’industrie de la betterave.
- Le colonel-baron Jean Antoine Stanislas Pascal de Trannoy est nommé en 1815 commandant provisoire de la Place d'Arras.
- Constant Dutilleux (1807-1865), peintre, dessinateur et graveur dont plusieurs toiles sont exposées au Musée des Beaux-Arts d'Arras. Il travailla régulièrement avec Corot dans l'atelier que celui-ci avait installé à Arras.
- François Flameng (1856-1923), peintre, graveur, illustrateur, réalisa des croquis et dessins des événements sanglants d'Arras.
- Charles de Gaulle (1890-1970), lieutenant à Arras sous le commandement de Philippe Pétain.
- Joseph Ignace Guillotin (1738-1814), sous le Ier Empire, il est nommé médecin chef de l'hôpital Saint-Vaast d'Arras.
- Alexis Hallette (1788-1846), ingénieur, construisit à Arras les premières locomotives.
- Antoine-Adrien Lamourette  (1742-1794), vicaire à Arras.
- Charles Lecomte (1861-1934), président de la Société des poètes français.
- Arthur Martin (journaliste) (1855-1907), journaliste, rédacteur en chef du Courrier du Pas-de-Calais.
- Augustin-Joseph de Mailly, maréchal de France, est guillotiné à Arras le 25 mars 1794
- Guy Mollet (1905-1975), Président du Conseil sous la IVe République et ancien maire d'Arras.
- Philippe Pétain (1856-1951), colonel du 33e régiment d’infanterie à Arras en 1910, à la caserne Schram.
- Harold Adrian Russell Philby (1912-1988), espion du SIS puis du MI-6, agent double pour le KGB. De septembre 1939 à juin 1940, pendant les neuf premiers mois de la guerre, il est correspondant du Times auprès du quartier général de l'armée britannique (British Expeditionary Force) en France à Arras.
- François Robitaille (an VIII-1886), supérieur du Grand Séminaire d’Arras, doyen du chapitre d’Arras, membre de l’Académie d’Arras.
- Paul Verlaine (1844-1896) séjourna à Arras.
- Berthe Warret (1904-1944), résistante a vécu et été arrêtée à Arras.
- Le 13 octobre 2023, Dominique Bernard, professeur  agrégé de lettres modernes, enseignant au collège intégré du groupe scolaire Gambetta, est assassiné par un islamiste ingouche[2]. À titre posthume, il est nommé par décret du président de la République daté du 18 octobre 2023, chevalier de la Légion d'honneur.